# Gran Premio Palio del Recioto 2008
Il Gran Premio Palio del Recioto 2008, quarantasettesima edizione della corsa e valida come evento dell'UCI Europe Tour 2008 categoria 1.2, si svolse il 28 marzo 2008 su un percorso di 133,2 km. Fu vinto dall'italiano Gianluca Brambilla che terminò la gara in 3h36'00", alla media di 37 km/h.

## Ordine d'arrivo (Top 10)
| Pos. | Corridore          | Squadra       | Tempo    |
| ---- | ------------------ | ------------- | -------- |
| 1    | Gianluca Brambilla | Zalf-Désirée  | 3h36'00" |
| 2    | Emanuele Moschen   | Unidelta      | a 22"    |
| 3    | Manuele Caddeo     | Mastromarco   | s.t.     |
| 4    | Federico Rocchetti | Pagnoncelli   | a 36"    |
| 5    | Alessandro Colò    | Brunero       | a 1'00"  |
| 6    | Alessandro Mazzi   | Grigolin      | a 1'02"  |
| 7    | Vitaly Buts        | Pagnoncelli   | s.t.     |
| 8    | Luca Benedetti     | Unidelta      | s.t.     |
| 9    | Roman Maksimov     | CT Friuli     | s.t.     |
| 10   | Mirko Battaglini   | Lucchini-Neri | s.t.     |